# Li Changchun
Li Changchun (chiń. upr. 李长春; chiń. trad. 李長春; pinyin Lǐ Chángchūn; ur. 1944 w Dalian) – polityk chiński, działacz Komunistycznej Partii Chin.
Z wykształcenia inżynier elektryk, ukończył studia w Instytucie Technologicznym w Harbinie (1966). W 1965 wstąpił do Komunistycznej Partii Chin. W 1983 został burmistrzem miasta Shenyang (stolicy prowincji Liaoning) oraz sekretarzem miejskiego komitetu partyjnego. W latach 1987–1990 sprawował funkcję gubernatora prowincji Liaoning. W tym okresie powstała pierwsza w Chinach autostrada, łącząca miasta Shenyang i Dalian. W latach 90. był gubernatorem prowincji Henan (1991-1992), sekretarzem tamtejszego komitetu prowincjalnego partii (1992-1997), a następnie sekretarzem komitetu prowincjonalnego KPCh prowincji Guangdong (1998-2002).
Od 1987 do 2012 roku zasiadał w Komitecie Centralnym Komunistycznej Partii Chin. W latach 1997–2012 był członkiem Biura Politycznego Komitetu Centralnego partii, a od 2002 roku także jego Stałego Komitetu. Kierował departamentem propagandy Komitetu Centralnego.